# Anna Bayerová
Anna Bayerová (Vojtěchov, 4 de noviembre de 1853-Praga, 24 de enero de 1924) fue la segunda médica checa, después de Bohuslava Kecková. A ambas se les impidió ejercer como médicas en su país, por lo que Kecková se convirtió en partera y Bayerová practicó la medicina en Berna.

## Trayectoria
Bayerová nació en Vojtěchov (ahora parte de Mšeno) cerca de Mělník el 4 de noviembre de 1853, siendo la hija menor de Josef y Marie Bayer. Asistió a la escuela en Mělník hasta 1868, año en que se mudó a Praga. Allí conoció a las escritoras Eliška Krásnohorská y Sofie Podlipská, y se presentó por libre a los exámenes del Gymnasium, ya que no se le permitía asistir a las clases.
En 1875, se mudó a Zúrich y comenzó a asistir a las clases de su universidad. Sin embargo, tuvo problemas económicos  que le obligaron a regresar a casa en 1878. Consiguió dinero y pudo continuar sus estudios graduándose en la Universidad de Berna y convirtiéndose así en la segunda doctora checa en 1881. Sin embargo su doctorado no fue reconocido en su tierra natal. La tercera doctora fue Anna Honzáková. Bayerová ejerció la medicina en su propia clínica en Berna, mientras que Bohuslava Kecková tenía la primera calificación, se convirtió en partera checa.
En 1889, Bayerová fue reconocida por el apoyo popular. Setecientas mujeres le escribieron una carta abierta a ella y a la revista femenina Ženské Listy. En esa carta se pedía que ella regresara a su patria ya que querían ver doctoras en su país.
Murió el 24 de enero de 1924 en Praga. En su ciudad natal hay una calle que lleva su nombre.